# گندیدگی

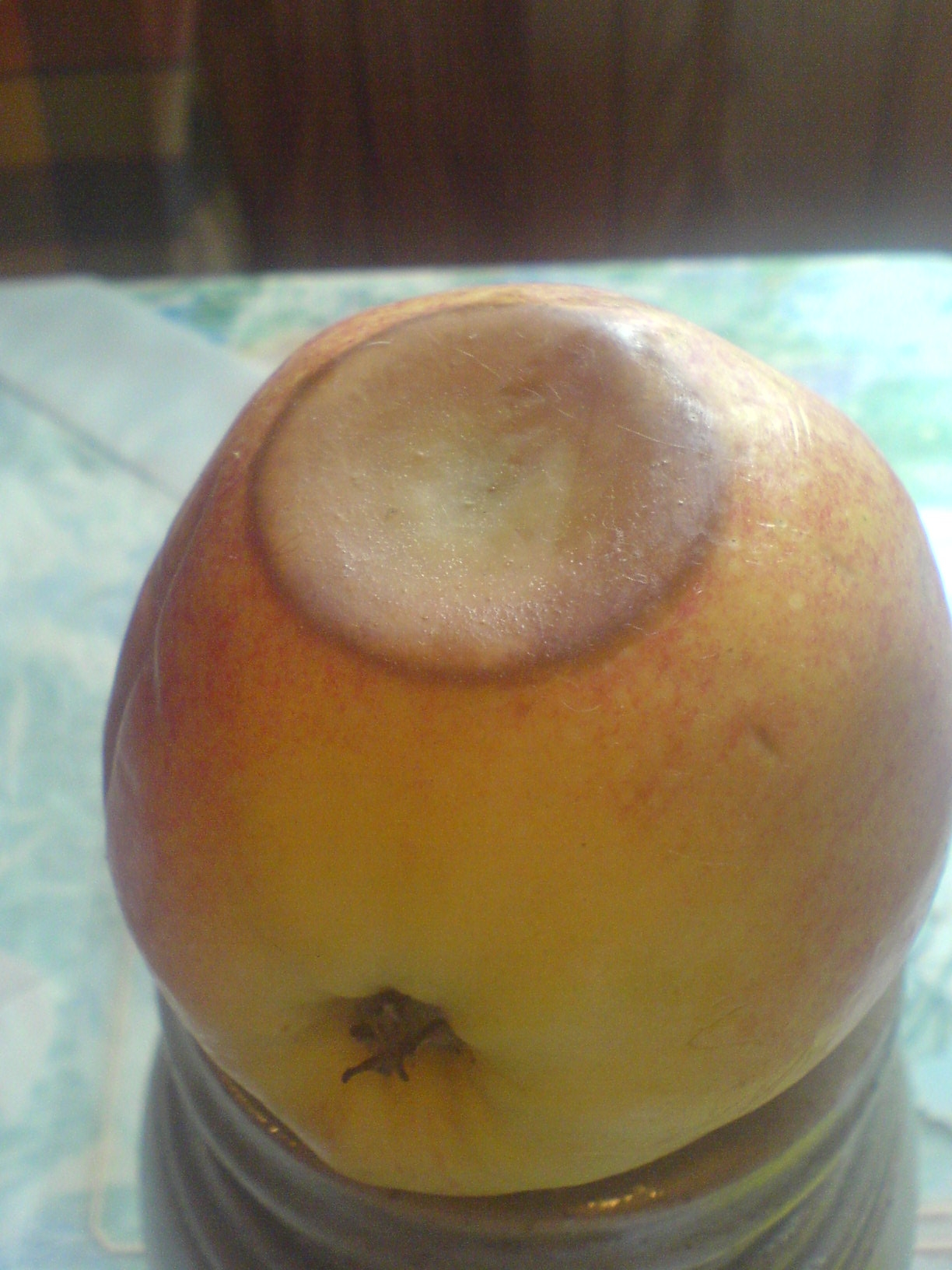
یک سیب که قسمتی از آن شروع به گندیدگی کرده است.

گندیدگی (انگلیسی: Putrefaction) تجزیه یا فساد میکروبی بی‌هوازی مواد، به‌ویژه فراورده‌های چربی مانند گوشت و ماهی، که با ایجاد ترکیبات بدبو همراه است.